# L'Épopée slave

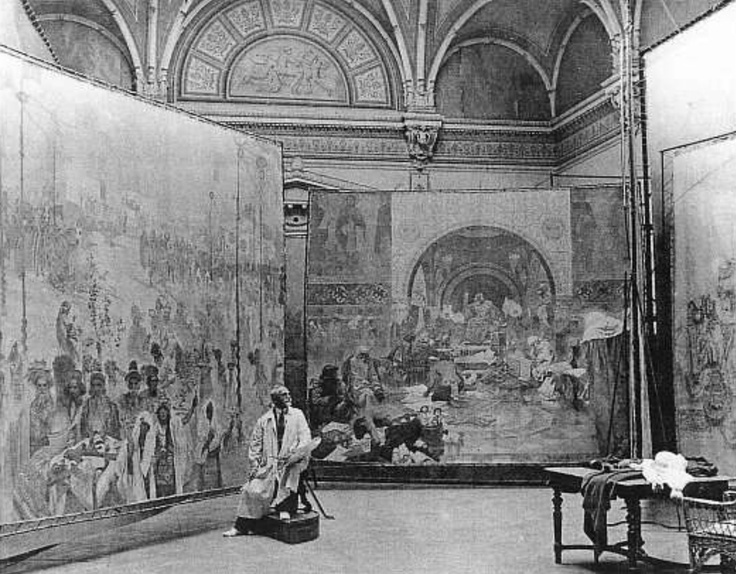
Mucha dans son atelier photographié en 1920, entouré de trois tableaux de L'Épopée slave, de gauche à droite : Le Couronnement du tsar serbe Stefan Dušan, Siméon, tsar des Bulgares et Le Serment d'Omladina.

L'Épopée slave (Slovanská epopej) est un ensemble de 20 tableaux (dont un triptyque), peints par Alfons Mucha, un des artistes phares de l'Art nouveau. D'inspiration nationaliste et symboliste, les toiles racontent l'histoire des Slaves chronologiquement du IIIe au XXe siècle, à travers dix événements représentatifs. Cette œuvre a été présentée à Prague le 28 octobre 1928, à l'occasion du dixième anniversaire de la Tchécoslovaquie. Elle fut exposée au château de Moravsky Krumlov, dans la région de Brno en Moravie du sud pendant de longues années jusqu'à son transfert à Prague le 10 mai 2012. Elle est, jusqu'en 2016, exposée dans le hall de l'ancien Palais des foires de Prague (Veletržní palác) transformé en galerie d'art. Les œuvres sont actuellement à nouveau exposées dans la ville de Moravský Krumlov, mais devraient rejoindre le nouveau musée MUCHA à l'intérieur du nouveau Complex SAVARIN, près de la place Venceslas dans le centre historique de Prague en 2028.

## Histoire
Elle a été peinte de 1910 à 1928 lors de son retour des États-Unis. Le projet avait été financé par le millionnaire américain Charles Crane qui s'intéressait au nationalisme slave et souhaitait exercer une influence politique dans cette région d'Europe. Crane avait fondé une chaire d'études slaves (ou slavistique) à l'université de Chicago, chaire occupée par Tomáš Masaryk, le futur président de Tchécoslovaquie. Le fils de Masaryk, Jan, était marié à la fille de Charles Crane, Frances Crane Leatherbee. Lors d'un banquet panslave à New-York, Crane avait fait la connaissance de Mucha qui avait trouvé en lui un mécène généreux. Mucha mit dix-huit ans à la terminer et avait même conçu les plans d'un pavillon — qui ne fut jamais construit — destiné à exposer l'œuvre.

## Description
Les tableaux représentent l'histoire des Slaves, des origines jusqu'au XIXe siècle.
| no | Tableau | Titre traduit                                                                            | Titre original                                                                   | Date      | Dimensions | Période représentée | Commentaire |
| -- | ------- | ---------------------------------------------------------------------------------------- | -------------------------------------------------------------------------------- | --------- | ---------- | ------------------- | --- |
| 1  |         | Les Slaves dans leur site préhistorique Entre le knout touranien et le glaive des Goths  | Slované v pravlasti Mezi tyranskou knutou a mečem Gótů                           | 1912      | 810 × 610  | IIIe siècle         | |
| 2  |         | La Célébration de Svantovít Quand les dieux sont en guerre, le salut est dans les arts   | Slavnost Svantovítova Když jsou bohové ve válce, pak je umění spásou             | 1912      | 810 × 610  | IXe siècle          | |
| 3  |         | Introduction à la Liturgie slave Rendez louange à Dieu dans votre langue maternelle      | Zavedení slovanské liturgie Chvalte Pána v rodném jazyce                         | 1912      | 810 x 610  | IXe siècle          | |
| 4  |         | Siméon, tsar des Bulgares Fondateur de la littérature slave                              | Car Simeon zakladatel slovanské literatury                                       | 1923      | 480 x 405  | Xe siècle           | |
| 5  |         | Le Roi Premysl Ottokar II de Bohême L'union des dynasties slaves                         | Český král Přemysl Otakar II Svaz slovanských dynastů                            | 1924      | 480 x 405  | XIIIe siècle        | |
| 6  |         | Couronnement du tsar serbe Stefan Dušan comme Empereur byzantin Le code de la loi slave  | Korunovace srbského cara Štěpána Dušana východořímským císařem Slovanský zákoník | 1926      | 480 × 405  | XIVe siècle         | |
| 7  |         | Jan Milíč de Kroměříž Une maison close convertie en monastère                            | Milíč z Kromeříže přestavba nevěstince na klášter                                | 1916      | 405 x 620  | XIVe siècle         | Partie gauche du triptyque « hussite » |
| 8  |         | Après la bataille de Grunwald                                                            | Po bitvě u Grunwaldu Severoslovanská vzájemnost                                  | 1924      | 610 x 405  | XVe siècle          | |
| 9  |         | Prédication de maître Jan Hus dans la chapelle de Bethléem La vérité triomphe            | Kázání Mistra Jana Husa v kapli Betlémské Pravda vítězí                          | 1919      | 810 × 610  | XVe siècle          | Partie centrale du triptyque « hussite » |
| 10 |         | Entretien à Křížky Communion utraquiste                                                  | Schůzka na Křížkách '                                                            | 1916      | 405 × 620  | XVe siècle          | Partie droite du triptyque « hussite » |
| 11 |         | Après la bataille de la colline de Vitkov                                                | Po bitvě na Vítkově Tě Boha chválíme                                             | 1923      | 480 x 405  | XVe siècle          | |
| 12 |         | Petr Chelcicky à Vodnany                                                                 | Petr Chelčický Neoplácet zlem zlé                                                | 1918      | 620 x 405  | XVe siècle          | |
| 13 |         | Le Roi hussite Jiří z Poděbrad “Pacta sunt servanda − Les pactes doivent être respectés” | Jiří z Poděbrad král obojího lidu                                                | 1923      | 480 x 405  | XVe siècle          | |
| 14 |         | La Défense de Szigetvár                                                                  | Hájení Szigetu proti Turkům Mikulášem Zrinským                                   | 1914      | 810 x 610  | XVIe siècle         | |
| 15 |         | L'École fraternelle à Ivančice                                                           | Bratrská škola v Ivančicích kolébka Bible kralické                               | 1914      | 810 x 610  |                     | |
| 16 |         | Le Dernier Jour de Jan Amos Komenský Faible lueur d’espoir                               | Jan Ámos Komenský, učitel národů Plamínek naděje                                 | 1918      | 620 × 405  | XVIIe siècle        | |
| 18 |         | Mont Athos, la montagne sacrée                                                           | Mont Athos Svatá hora Vatikán pravoslaví                                         | 1926      | 480 x 405  | XIXe siècle         | |
| 17 |         | Le Serment d'Omladina Le renouveau slave                                                 | Přísaha Omladiny pod slovanskou lípou Slovanské obrození                         | 1926      | 480 x 405  | XIXe siècle         | |
| 19 |         | L’Affranchissement des paysans russes Le travail libre − base des États                  | Zrušení nevolnictví na Rusi Svobodná práce - osnova národů                       | 1914      | 810 × 610  | 1861                | Représente une foule de paysans, rassemblée sur la Place Rouge à Moscou, vient d'entendre la lecture de l’ukase d’Alexandre II de Russie qui lui rend sa liberté. |
| 20 |         | L'Apothéose des Slaves                                                                   | Apoteóza z dějin Slovanstva Čtyři období Slovanstva ve čtyřech barvách           | 1926-1928 | 405 x 480  | XXe siècle          | |